# Rodzinny Park Rozrywki „Rabkoland”
Rabkoland Park Rozrywki – powstały w 1988 roku lunapark położony w krainie Kotliny Rabczańskiej, nad potokami Poniczanka i Raby w Rabce-Zdroju w Polsce, o powierzchni 2 ha. Jeden z pierwszych parków rozrywki na terytorium Polski o powierzchni ponad 2 ha, który w 2019 roku został całkowicie zmodernizowany i przebudowany.
Rodzinny Park Rozrywki „Rabkoland” został zaprojektowany z myślą o rozrywce (na terenie parku znajdują się liczne atrakcje) i rozwoju psychoruchowym dzieci od pierwszego roku życia. Strefy tematyczne parku zostały podzielone na trzy kategorie wiekowe: dzieci od 8 miesięcy do 3 roku życia, od 3 do 7 lat oraz od 8 do 12 lat.

## Historia
Historia powstania wesołego miasteczka w Rabce sięga 1986, kiedy Waldemar Sybilski (doktor psychologii, kierownik pracowni psychologicznej z Oddziału Terenowego Instytutu Matki i Dziecka w Rabce) po powrocie ze Szwecji, gdzie krótko pracował, na placu obok stadionu sportowego otworzył razem z Kazimierzem Miśkowcem niewielkie wesołe miasteczko Alibaba, nazwane tak od stojącego obok drewnianego kiosku.
Rok później, podczas podróży do Chorzowa, mającej na celu zapoznanie się z funkcjonowaniem Śląskiego Wesołego Miasteczka, dzięki Waldemarowi Sybilskiemu i Kazimierzowi Miśkowcowi, Eugeniusz Wiecha podjął pomysł budowy lunaparku w Rabce. Rodzina Eugeniusza Wiechy, jeszcze przed II wojną światową działająca w tej branży na Górnym Śląsku, posiadała w chorzowskim wesołym miasteczku wiele urządzeń. Lunapark wybudowano na wydzierżawionej od GS-u błotnistej, 2-hektarowej działce przy ulicy Podhalańskiej. Jego otwarcie miało miejsce 12 maja 1988; park pozostał przy nazwie Alibaba. Centralnym punktem był drewniany budynek z restauracją i salonem gier, nazwany Szeherezadą. Wzniosła go w czasie dwóch tygodni 20-osobowa ekipa cieśli góralskich.

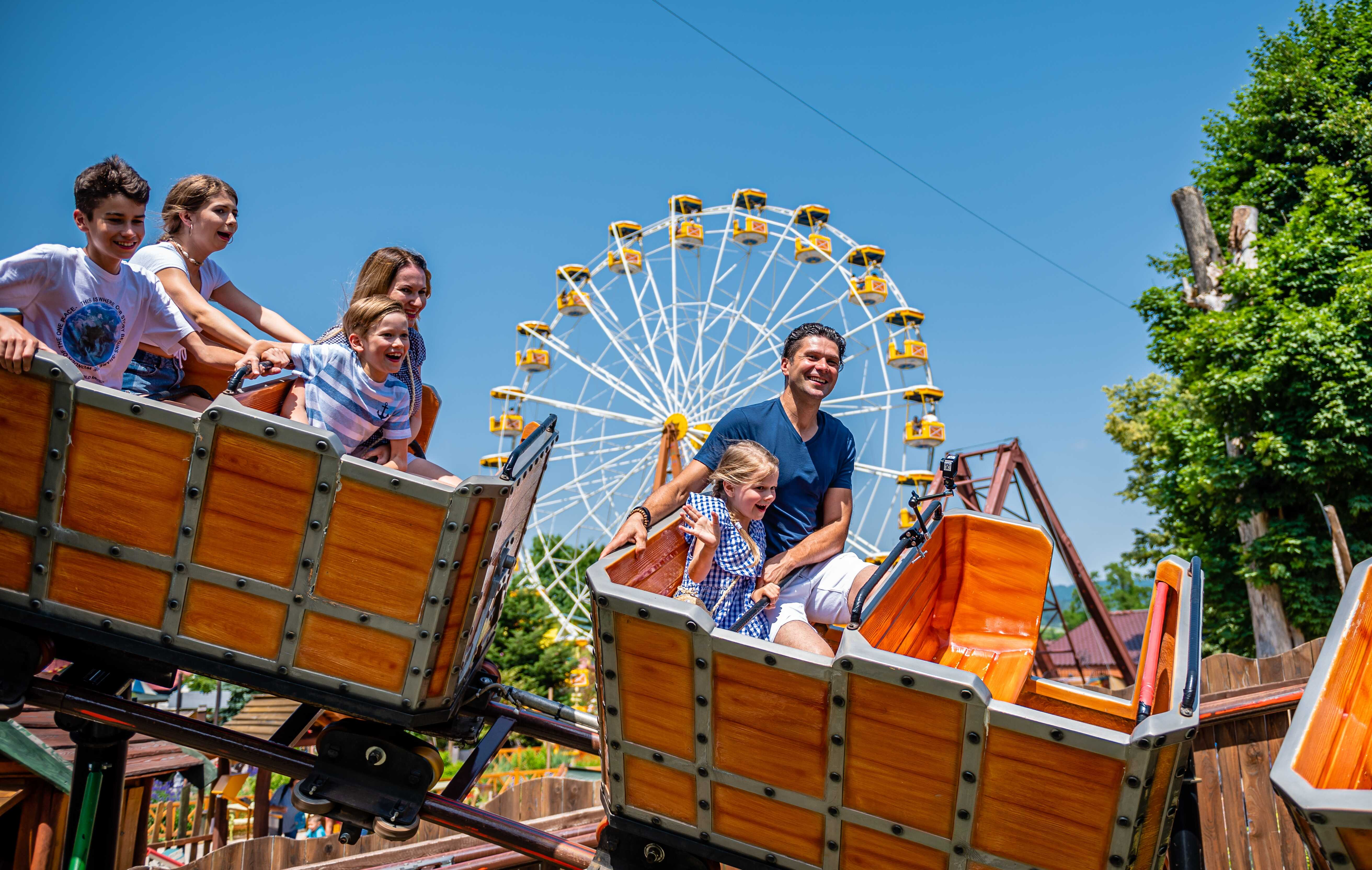
Kolejka górska „Kopalnia Złota”

W 1989 roku Eugeniusz Wiecha postawił diabelski młyn i czterotorową zjeżdżalnię dla dzieci, którą jednak tego samego roku wymienił z Cricolandem, największym objazdowym wesołym miasteczkiem w Polsce, na mini-zoo z niedźwiedziem syberyjskim o imieniu Dżek i ośmioma małpami. Niebawem dokupiono cztery kuce i lamę. Zoo przetrwało do 1997 roku.
W 1992 roku Eugeniusz Wiecha sprzedał Szeherezadę wraz z instalacjami Tadeuszowi Sienkowcowi, a sam powrócił do działalności w Śląskim Wesołym Miasteczku. W 1998 roku, kiedy to Tadeusz Sienkowiec nosił się z zamiarem likwidacji wesołego miasteczka, Eugeniusz Wiecha zaproponował budowę parku rozrywki. Ze względu na upadłość Cricolandu istniała możliwość nabycia urządzeń w korzystnych cenach. Eugeniusz Wiecha zakupił wtedy m.in. duży młyn, stojący w parku do dziś. 17 czerwca 1998 Tatiana Wiecha i Tadeusz Sienkowiec wykupili w drodze przetargu dzierżawiony dotąd przez lunapark teren. Dzień później wraz z Piotrem Strańcem zawiązali spółkę cywilną. Początkowo przedsiębiorstwo nosiło nazwę Rodzinnego Parku Rozrywki „Tatry”. Nazwa „Rabkoland” była zastrzeżonym znakiem towarowym zgłoszonym w Urzędzie Patentowym przez Kapitułę Orderu Uśmiechu, która pod tym szyldem zamierzała wybudować centrum szkoleniowo-konferencyjno-rozrywkowe w parku zdrojowym. Przedsięwzięcie nie doszło jednak do skutku głównie z powodu problemów finansowych. Dzięki staraniom Eugeniusza Wiechy Kapituła wyraziła zgodę na używanie przez niego znaku „Rabkoland”, który następnie w 2003 Wanda Wiecha odkupiła od Kapituły. W latach 2002 i 2003 nastąpiły również zmiany we współwłasności firmy i dzierżawach urządzeń.
27 września 2019 roku w wieku 72 lat zmarł Eugeniusz Wiecha – założyciel Rabkolandu. Park pozostał w rękach jego syna, Piotra Wiechy, i żony, Wandy Wiechy.
W 2019 roku lunapark został poddany renowacji i przebudowie. Park Rabkoland zmodernizowano i podzielono na sześć stref tematycznych. W parku otwarto takie strefy jak: Machinarium, Farma cioci Maryni, Góralsko Dżungla, Dolina Trzmiela, Wioska Wikingów i Strefa Cyrkowa, gdzie można obejrzeć pokazy z udziałem mechanicznych zwierząt i artystów cyrkowych. W Rabkolandzie znajdują się karuzele, diabelski młyn, autodrom, samochodziki, rollercostery, place zabaw oraz strefa, gdzie dzieci mogą bawić się koparkami. W parku rozrywki Rabkoland cyklicznie organizowane są pokazy i spektakle teatralne oraz spotkania z bohaterami parku.

## Miejsca w rankingach i nagrody
| European Star Award – Top 10 małych parków tematycznych w Europie | European Star Award – Top 10 małych parków tematycznych w Europie |
| ----------------------------------------------------------------- | ----------------------------------------------------------------- |
| 2019                                                              | 2020                                                              |
| –                                                                 | 10                                                                |

### Wyróżnienia
- statuetka Golden Pony za rok 2003, przyznawana przez redakcję włoskiego czasopisma Games and Park Industry za najciekawszy projekt parku rozrywki w Polsce;
- medal 50-lecia miasta Rabka-Zdrój za działalność charytatywną (2003);
- dyplom wdzięczności za szerzenie idei dziecięcego odznaczenia przyznany przez Kapitułę Orderu Uśmiechu (2004);
- medal im. dr H. Jordana dla Eugeniusza Wiechy, przyznany przez Towarzystwo Przyjaciół Dzieci (2004).

## Atrakcje i strefy tematyczne
W Rabkolandzie znajduje się sześć stref tematycznych wypełnionych instalacjami i atrakcjami dla najmłodszych, które bawią oraz wspierają rozwój zdolności motorycznych i pracy mózgu dziecka. W Rabkolandzie do dyspozycji dzieci oddano następujące strefy tematyczne.

### Machinarium
Machinarium to strefa nawiązująca do tematyki motoryzacyjnej. W strefie tej znajduje się Wielki Zaginacz Czasoprzestrzeni, czyli zmodernizowany w 2019 roku diabelski młyn, z którego rozciąga się panorama regionu – widać Luboń Wielki oraz pasma gór Beskidu Wyspowego. Ponadto w tej strefie tematycznej można znaleźć następujące atrakcje:
| Nazwa                      | Opis |
| -------------------------- | --- |
| Latający Autobus           | Karuzela z zamocowaną na dwóch ramionach gondolą w kształcie autobusu, która porusza się w górę i w dół. |
| Autodrom Auto Stop         | Tor samochodowy dla dzieci.                                                                              |
| OwcoLot                    | Karuzela z gondolami w kształcie samolotów.                                                              |
| Latająca chatka Krucabomby | Karuzela łańcuchowa stylizowana na chatkę z piernika.                                                    |
| Trybikowo                  | Plac zabaw.                                                                                              |
| Kucyki                     | Karuzela wenecka z 16 galopującymi i 3 nieruchomymi gondolami w kształcie koni.                          |
| Wykoparki                  | Plac zabaw z koparkami.                                                                                  |
| Animal                     | Tradycyjna karuzela obrotowa                                                                             |

### Farma Cioci Maryni
Farma cioci Maryni to strefa tematyczna w stylu Dzikiego Zachodu. W tej strefie tematycznej znajdują się następujące atrakcje dla dzieci:
| Nazwa                | Opis                                                                                                 |
| -------------------- | --- |
| Patataj              | Sześćdziesięciometrowe tory z konikami, atrakcja stylizowana na Dziki Zachód.                        |
| Kabaret Warzyw       | |
| Traktor – foto punkt | Punkt, gdzie można sobie zrobić zdjęcie z traktorem.                                                 |
| Wieże Warzywne       | Plac zabaw z trzema drewnianymi wieżami i licznymi atrakcjami – zjeżdżalniami, tunelami i mostkami.  |
| Spiżarnia            | |
| Ogródecek            | |
| Wesoła Zagroda       | Zagroda z figurkami wiejskich zwierząt, w której można posłuchać piosenki „Stary Donald Farmę miał”. |

### Góralsko Dżungla
Góralsko Dżungla to strefa tematyczna zainspirowana dżunglą. W tej strefie znajdują się następujące atrakcje dla dzieci:
| Nazwa                | Opis |
| -------------------- | --- |
| Pofyrtane Drzewa     | Plac zabaw z licznymi atrakcjami – mostami, tunelami i przeszkodami.                                                                           |
| Plujące Totemy       | Tryskające wodą gejzery. |
| Wieża Duch Duch      | Wieża, do której zamontowane jest kilkuosobowe, opadające w dół i podnoszące się w górę siedzisko, wieża dodatkowo kręci się w lewo i w prawo. |
| Kamienny Pociąg      | Kolejka – pociąg poruszający się po specjalnych torach.                                                                                        |
| Domki Skałuchów      | Drewniane domki z licznymi atrakcjami. |
| Wielka Wyżerka       | Miejsce w którym dzieci próbują trafić piłką do celu (paszczy zwierzęcia).                                                                     |
| Skałożerca           | Karuzela obrotowa z siedzeniami, które dodatkowo poruszają się w górę i w dół.                                                                 |
| Poszukiwacze skarbów | Miejsce, w którym można znaleźć ukryte w piasku skarby.                                                                                        |

### Dolina Trzmiela
Dolina Trzmiela to strefa tematyczna zainspirowana przyrodą łąkową, która znajduje się we wschodniej części parku rozrywki Rabkoland. Atrakcje zostały podzielone na trzy kategorie wiekowe: dzieci od 8 miesięcy do 3 roku życia, od 3 do 7 lat oraz od 8 do 12 lat. W tej strefie znajdują się następujące atrakcje dla dzieci:
| Nazwa                | Opis |
| -------------------- | --- |
| Klub gąsienicy       | Ekologiczny plac zabaw dla dzieci z rozwijającymi atrakcjami, takimi jak ścieżka sensoryczna Szlak Gołych Stóp |
| Chlapu Chlap         | Karuzela z gondolami w kształcie ryb.                                                                          |
| Kwiatowe Safari      | Mała karuzela z gondolami w kształcie samochodów terenowych.                                                   |
| Kapitan Bąk          | Mała karuzela z gondolami w kształcie statków.                                                                 |
| Szuwary Misia Odwagi | Tor wodny po którym poruszają się malutkie, dwuosobowe łódeczki.                                               |
| ZabaWOW              | Plac zabaw z huśtawkami, piaskownicą i bujakami.                                                               |
| Warsztat Krucabomby  | Miejsce, w którym swoje przedstawienia wystawiają artyści teatru Bajdurka.                                     |

### Strefa Cyrkowa
Strefa Cyrkowa to strefa tematyczna zainspirowana tematyką cyrkową. Atrakcje w tej strefie tematycznej zostały podzielone na trzy kategorie wiekowe: dzieci od 8 miesięcy do 3 roku życia, od 3 do 7 lat oraz od 8 do 12 lat. W środku cyrkowego namiotu na widownię czekają klauni, tresowany lew, trzymetrowe słonie, orkiestra, akrobaci i wielu innych artystów. Wszystkie sceny cyrkowe zostały złożone z profesjonalnych figur ruchomych (animatroników) niemieckiej firmy Heimotion. W tej strefie znajdują się następujące atrakcje dla dzieci:
| Nazwa                 | Opis                                                                                                   |
| --------------------- | --- |
| Wygrywajki            | Miejsce, w którym dzieci mogą spróbować swoich sił w rzucie do celu.                                   |
| Klocki                | Plac zabaw stworzony z dużych klocków typu Lego, które dzieci mogą w dowolny sposób układać.           |
| Krzywe lustra         | Pomieszczenie wypełnione wieloma zakrzywiającymi rzeczywistość lustrami.                               |
| Rura park             | Korytarze złożone z kolorowych rur.                                                                    |
| Cukierkowy foto punkt | Punkt, gdzie można zrobić pamiątkowe zdjęcie.                                                          |
| Cyrk Luna             | Wielki cyrkowy namiot z klaunami, tresowanym lwem, słoniami, orkiestrą, akrobatami i innymi artystami. |
| Cyrkowe pontony       | Tor wodny z dwuosobowymi pontonami.                                                                    |
| Dom Klauna Mareczka   | Odwrócony dom przeznaczony do zwiedzania.                                                              |
| Cyrkowe powozy        | Tor samochodowy.                                                                                       |

### Wioska Wikingów
Wioska Wikingów to strefa tematyczna zainspirowana tematyką mitów nordyckich i Wikingów. Atrakcje zostały podzielone na trzy kategorie wiekowe: dzieci od 8 miesięcy do 3 roku życia, od 3 do 7 lat oraz od 8 do 12 lat. W tej strefie znajdują się następujące atrakcje:
| Nazwa              | Opis |
| ------------------ | --- |
| Kuźnia Wikingów    | Atrakcja, dzięki której dzieci mogą sprawdzić swój refleks, polega na uderzaniu specjalnym młotkiem w pojawiające się robaczki. |
| Łódź Wikinga       | Gondola w kształcie statku z kilkunastoma miejscami, zamontowana na dwustronnym ramieniu, wykonuje ruch w przód i w tył.        |
| Mały Wiking        | Roller coaster dla małych dzieci.                                                                                               |
| Las Wikingów       | Kolorowy tor szynowy po którym poruszają się małe, kolorowe samochodziki.                                                       |
| Wiking Coaster     | Rodzinny Roller coaster. |
| Wodny Świat Wodyna | Wodny plac zabaw. |
| Plujący Swen       | Swen – wiking, który opowiada historie i pluje wodą.                                                                            |